# 太陽女神螺綱
太陽女神螺綱（學名：Helcionelloida）是一類已滅絕的古老软体动物。太陽女神螺綱是已知最古老的有殼亞門生物；也就是說這類生物有一個礦化外殼。其下部分物種曾被錯誤分類為单板纲。太陽女神螺綱由John S Peel於1991年建立。帕哈耶夫 (2006, 2007)建議用這一個綱來取代過往在布歇特和洛克羅伊的腹足類分類 (2005年)的分類中有關「古生代地位未定軟體動物分類。

## 解剖
與現今的腹足綱物種不同，本綱物種的軀體並未有任何扭轉。螺殼呈螺旋的錐形。本綱物種絕大多數的體型都非常細小（長度或殼直徑約只有2毫米）。現代的重建圖多將牠們的外形描繪得與蝸牛相若。本綱某些屬的外殼（特別是Yochelcionella）有一個類似“呼吸管”的開口，很可能是用來呼吸的。

## 分類

### 2005年分類
在布歇特和洛克羅伊的腹足類分類 (2005年)的分類中，本綱物種被分類為有關「古生代地位未定軟體動物」分類，而不是現時的「太陽女神螺綱」這個名稱。

### 2006-2007年分類
P. Yu. Parkhaev提出的太陽女神螺綱分類：
古鰓亞綱（Archaeobranchia Parkhaev, 2001）
- 太陽女神螺形目 Helcionelliformes Golikov & Starobogatov, 1975

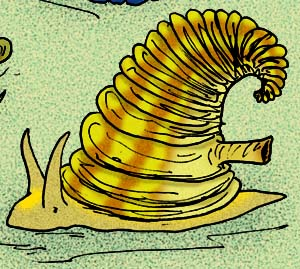
Yochelcionella cyrano

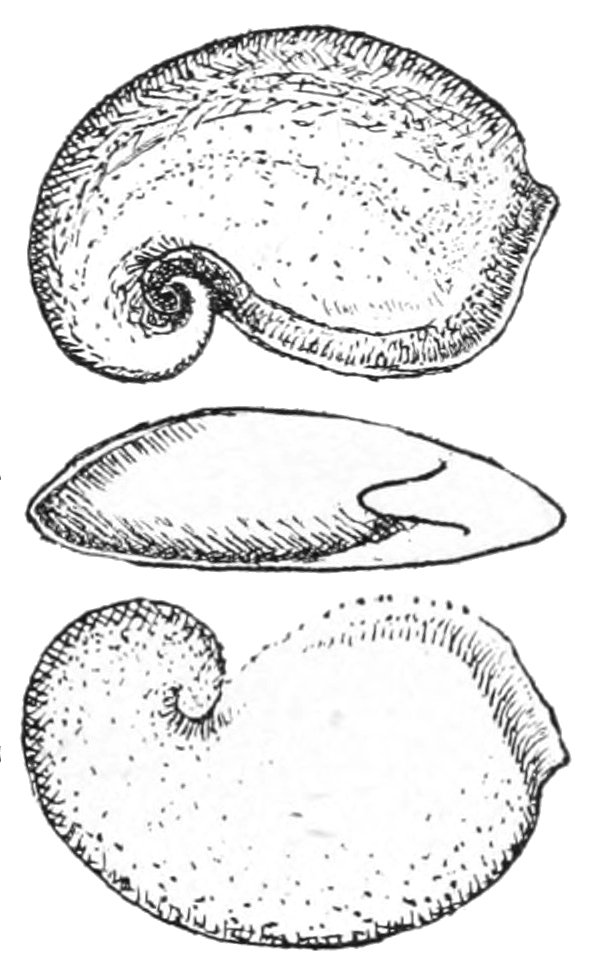
Pelagiella atlantoides

- 太陽女神螺總科 Helcionelloidea Wenz, 1938

- 太陽女神螺科 Helcionellidae Wenz, 1938
- 科 Igarkiellidae Parkhaev, 2001
- 科 Coreospiridae Knight, 1947

- 總科 Yochelcionelloidea Runnegar & Jell, 1976

- 科 Trenellidae Parkhaev, 2001
- 科 Yochelcionellidae Runnegar & Jell, 1976
- 科 Stenothecidae Runnegar & Jell, 1980

- 亞科 Stenothecinae Runnegar & Jell, 1980
- 亞科 Watsonellinae Parkhaev, 2001

- 目 Pelagiellifomes MacKinnon, 1985

- 科 Pelagiellidae Knight, 1952
- 科 Aldanellidae Linsley et Kier, 1984

亞綱 Divasibranchia Minichev & Starobogatov, 1975
- 目 Khairkhaniifomes Parkhaev, 2001

- 科 Khairkhaniidae Missarzhevsky, 1989

右鰓亞綱（Dextrobranchia Minichev & Starobogatov, 1975）
- 目 Onychochiliformes Minichev & Starobogatov, 1975

- 科 Onychochilidae Koken, 1925

## 參看
- 寒武紀大爆發

## 外部連結
- Atkins, C. J.; Peel, J. S. . Bulletin of Geosciences. 2008, 83 (1): 23–38 (8 figures). doi:10.3140/bull.geosci.2008.01.023 （英语）.：本文獻將Yochelcionellidae放到另一個位置。
- https://web.archive.org/web/20080930105735/http://www.palaeos.com/Invertebrates/Molluscs/BasalMollusca/Conchifera/Helcionelloida.html